# Alexandre Marius Dées de Sterio

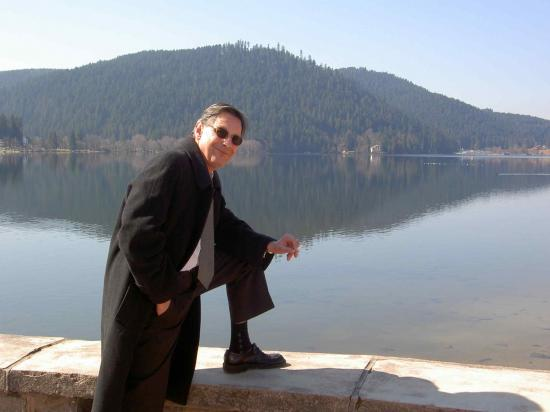
Alexandre Marius Dées de Sterio, 2000

Alexandre Marius Dées de Sterio (* 21. April 1944 in Königsberg; † 11. Oktober 2006 in Zoufftgen) war ein luxemburgischer Medienwissenschaftler.
Sein Vater, Alexandre Leonidas Simon Reinhardt Edler de Dées, Baron de Sterio war Journalist und Publizist, seine Mutter promovierte in Chemie in Berlin. 1945 kam er nach Luxemburg, wo er von seiner Großmutter aufgezogen wurde und das Athenäum, darauf das Lycée des garçons auf Limpertsberg besuchte und dort einer der beiden Schüler war, die nicht den Religionsunterricht besuchten. In Paris studierte er an der Journalistenschule École supérieure de journalisme (zusammen mit Léon Zeches und Lucien Thiel), dann an der École des études internationales. Schließlich promovierte er in Soziologie an der École pratique des hautes études (Sorbonne). Darauf lehrte er an der Universität in Straßburg, an der Heinrich-Heine-Universität in Düsseldorf in den Fächern Neuere Germanistik und Literarisches Übersetzen, dann am Institut für Medienwissenschaft. In Metz war er fünf Jahre lang in der Abteilung Information und Kommunikation tätig, darunter in Kooperation mit der Universität Mainz am Aufbau eines deutsch-französischen Büros.
Der einstige 68er, der seinerzeit Präsident des von Toto Mergen gegründeten Clan des Jeunes war (als Nachfolger von Robert Goebbels), Mitglied des Komitees der ASSOSS (Association générale des étudiants luxembourgeois), verglich gerne den Mai 1968 mit 1848: „Nach diesen beiden Daten dachten die Menschen anders: es waren Meilensteine in der Geschichte.“
Der Humanist, Freidenker und Freimaurer erinnert sich: „Das Jahr 1968 war das Infragestellen der klerikalen Einmischung in die gesellschaftlichen Strukturen und die bestehende Vermischung. Die Leute hatten die Verbote satt und fühlten, dass sie selbst etwas bewirken konnten. Es war die Befreiung des Geistes, des Körpers, des Wissens.“
Während seines Studiums gehörte er dem Pressebüro der Sorbonne an und stand 1968 in der Rue St-Jacques bei der ersten Barrikade und beteiligte sich bewusst an diesem Kulturkampf. Bei der 75-Jahr-Feier des Luxemburger Journalistenverbands in Anwesenheit des großherzoglichen Paares war er der Gastredner.
De Sterio war 62-jährig eines der Unfallopfer des tragischen Zusammenstoßes zweier Züge nahe der französisch-luxemburgischen Grenze.
Unter seinen Veröffentlichungen sind insbesondere die über Wolfgang Borchert einem größeren Kreis bekannt geworden.